# Magyarherepe
Magyarherepe (románul: Herepea, németül: Ungarisch Härpen) falu Maros megyében, Erdélyben. Közigazgatásilag Ádámos községhez tartozik.

## Fekvése
A Forrói-patak forrásánál, 395 m-es tengerszint feletti magasságban, Dicsőszentmártontól 12 km-re keletre fekszik, áthalad rajta a 107D megyei út.

## Története
1332-ben Herepel néven említik először a források. 1344-ben a falu addigi birtokosa, Herepei Demeter zálogba adta az Erdélyi Püspökségnek. A középkorban katolikus lakosság a reformáció idején felvette a református vallást.
Az egykor népes település Ceauşescu hírhedt falurombolási projektjének esett áldozatul. A falu életterének módszeres leszűkítésével, a hivatalok, helyi iskola, orvosi ellátás stb. elköltöztetésével a lakosság igen gyors ütemben tűnt el Herepéről. A kiürült házakat az állam vette át, majd lerombolta. A telkeken mai napig láthatók a régi házak fundamentumai.

## Látnivalók
- Református temploma ma is áll, a 14. század táján épült. A templom mellett fából ácsolt harangláb volt, amely a rajta látható felirat tanúsága szerint 1646-ban készült. A harangláb az elmúlt évtizedekben megsemmisült.